# ريجنالد لامبرت
ريجنالد لامبرت (25 سبتمبر 1882 في المملكة المتحدة - 23 يناير 1968 في المملكة المتحدة) (بالإنجليزية: Reginald Lambert)‏ هو لاعب كريكت بريطاني (وحمل سابقاً جنسية المملكة المتحدة لبريطانيا العظمى وأيرلندا). لعب مع نادي مقاطعة ساسكس للكركيت ‏ ونادي مارليبون للكريكت ‏ ونادي جامعة كامبريدج للكريكيت ‏.

## وصلات خارجية
- ريجنالد لامبرت على موقع إي آس بي آن كريك إنفو (الإنجليزية)